# Kan (rivière)
Pour les articles homonymes, voir Kan (homonymie).
La Kan (en russe : Кан) est une rivière de Russie et un affluent droit de l'Ienisseï, en Sibérie.

## Géographie
La Kan arrose le kraï de Krasnoïarsk. Elle est longue de 629 km et draine un bassin de 36 900 km2. Elle prend sa source sur les flancs septentrionaux des monts Saïan et coule vers le nord, arrosant la ville de Kansk, à laquelle elle a donné son nom. Elle se dirige ensuite vers l'ouest, passe à Zelenogorsk et rejoint l'Ienisseï à Oust-Kan, située à 60 km en aval (au nord-est) de Krasnoïarsk.

## Affluents
- L'affluent principal de la Kan est l'Agoul (Агул) qui, venu du sud-est, conflue en rive droite.
  - Le Koungous donne ses eaux à l'Agoul (rive gauche).
- La Rybnaïa (Рыбная) est le principal affluent de rive gauche de la Kan.

## Villes traversées
- Kansk (90.231 habitants en 2017)
- Zelenogorsk
- Oust-Kan

## Hydrométrie - Les débits mensuels à Podporog
La Kan est un cours d'eau très irrégulier. Son débit a été observé pendant 49 ans (entre 1936 et 1988) à Podporog, localité située à moins de dix kilomètres de son embouchure dans l'Ienisseï, elle-même à 60 kilomètres en aval de Krasnoïarsk.
À Podporog, le débit inter annuel moyen ou module observé sur cette période était de 291 m3/s pour une surface de drainage de 36 800 km2, soit la presque totalité du bassin versant de la rivière.  
La lame d'eau écoulée dans ce bassin versant se monte ainsi à 250 millimètres par an, ce qui peut être considéré comme moyennement élevé.
Rivière assez abondante, alimentée en grande partie par la fonte des neiges et des glaciers, la Kan est un cours d'eau de régime nivo-glaciaire qui présente deux saisons assez bien différenciées.
Les hautes eaux se déroulent de la fin du printemps au début de l'automne, de la mi-avril à début octobre, avec un sommet très marqué en mai-juin, ce qui correspond à la fonte des neiges. Le bassin bénéficie de précipitations en toutes saisons, particulièrement sur les hauts sommets. Elles tombent sous forme de pluie en saison estivale. Les pluies et la continuation de la fonte des glaces expliquent que le débit de juillet à septembre soit bien soutenu. De juillet à l'automne, le débit suit une courbe progressivement descendante, ce qui mène à la période des basses eaux. Celle-ci a lieu de novembre à mars inclus et correspond à l'hiver et aux puissantes gelées qui s'étendent sur toute la Sibérie. Mais la rivière conserve un débit généralement satisfaisant durant toute la période des basses eaux.
Le débit moyen mensuel observé en mars (minimum d'étiage) est de 39,3 m3/s, soit moins de 5 % du débit moyen du mois de mai (812 m3/s), ce qui témoigne de l'amplitude importante des variations saisonnières, et de la violence des crues de mai souvent constatée. Sur la durée d'observation de 49 ans, le débit mensuel minimal a été de 23,7 m3/s (mars 1969), tandis que le débit mensuel maximal s'élevait à 1 780 m3/s (juin 1966). Un débit mensuel inférieur à 20 m3/s est rarissime.